# Madame Nhu
Trần Lệ Xuân (født 22. august 1924 i Hanoi, død 24. april 2011), mere kendt under sit engelske navn Madame Nhu var en vietnamesisk politiker.